# Халявин (Черниговская область)
Халя́вин (укр. Халя́вин) — село Черниговского района Черниговской области Украины, центр сельского Совета. Село расположено на реке Стрижень. Расположено в 17 км от областного центра и в 7 км от железнодорожной станции Халявино Юго-Западной железной дороги. Население 1 109 человека.
Код КОАТУУ: 7425589101. Почтовый индекс: 15524. Телефонный код: +380 462.

## Власть
Орган местного самоуправления — Халявинский сельский совет. Почтовый адрес: 15524, Черниговская обл., Черниговский р-н, с. Халявин, ул. Шевченко, 55
Халявинскому сельскому совету, кроме Халявина, подчинены сёла:

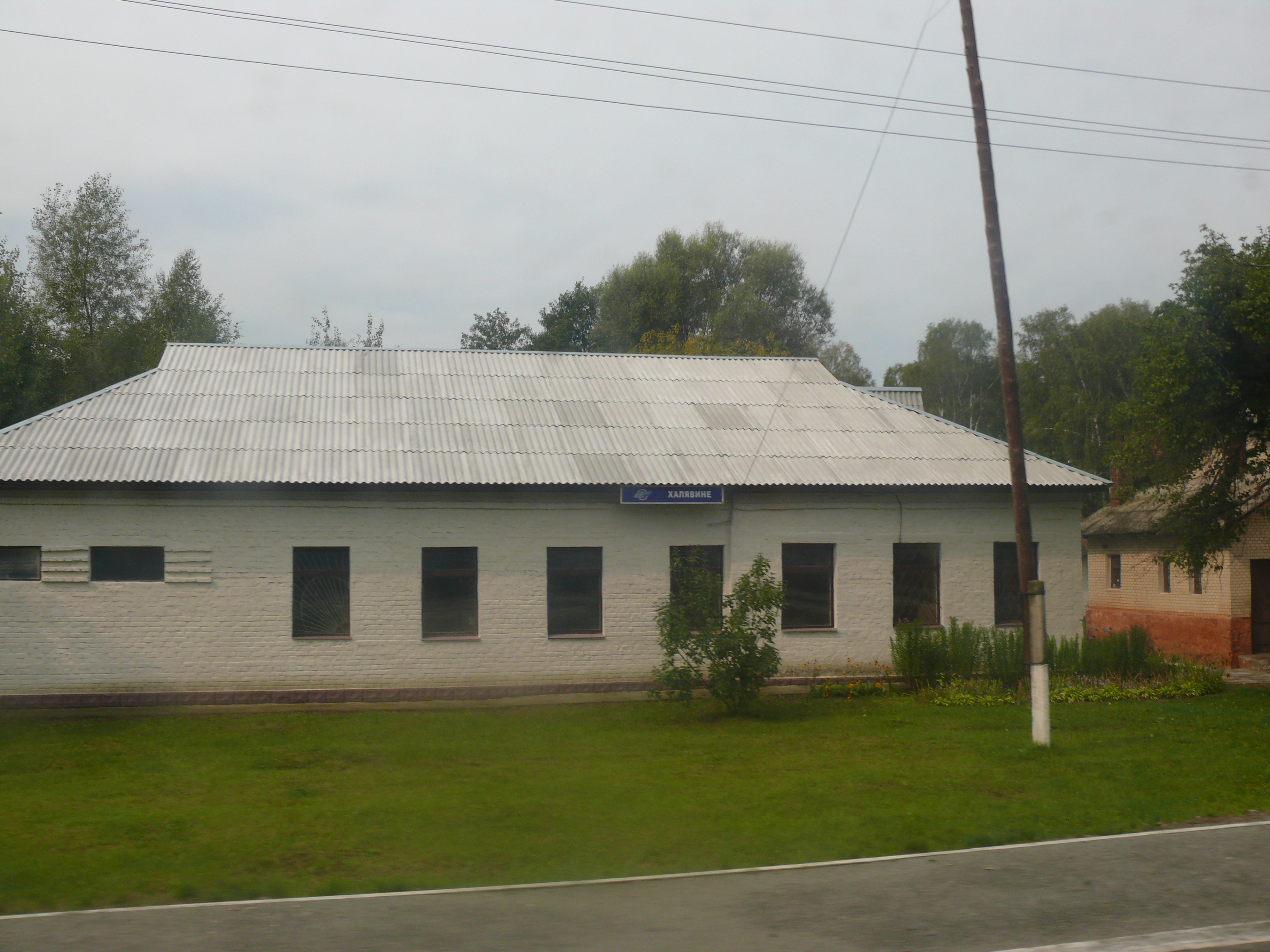
Станция Халявино

- Полуботки;
- Шевченко.

## История
В XIX веке село Холявин было волостным центром Холявинской волости Черниговского уезда Черниговской губернии. В селе была Троицкая церковь. Священнослужители Троицкой церкви:
- 1740 — священник Георгий Афанасьевич Назарович, священник Гордей Демьянович Ленковский
- 1771 — священник Даниил Буряковский

О других священнослужителях с. Халявин можно прочитать в статье нынешнего священника с. Халявин протоиерея Вадима Малышко 